# Queenstown (Tasmanie)
Pour les articles homonymes, voir Queenstown.
Queenstown (2 117 habitants) est une ville sur le versant ouest du mont Owen dans l'ouest de la Tasmanie en Australie à 248 km de Hobart.
Historiquement, Queenstown a été une ville minière. La région a été explorée pour la première fois en 1862. Mais c'est longtemps après que de l'or alluvial a été découvert dans la région du mont Lyell, aboutissant à la création de la Mount Lyell Gold Mining Company en 1881 pour exploiter la Mine du mont Lyell. En 1892, la société s'est diversifiée avec l'exploitation du cuivre.
Dans les années 1900, Queenstown était le centre du district minier de mont Lyell et abritait de nombreuses fonderies, briqueteries et scieries. La région était, à l'époque, fortement boisée. La ville en 1900 avait 5051 habitants.
La ville a été le siège du conseil de Queenstown jusqu'à la fusion avec d'autres conseils de la côte ouest dans les années 1990. La ville, à son apogée, avait nombre d'hôtels, d'églises et d'écoles qui ont considérablement réduit en nombre depuis la disparition de la société du Mount Lyell.
Pendant une brève période, dans les années 1980, lors de la construction de barrages dans la région), la ville a connu un bref répit.
Mais, depuis, les entreprises ont fermé et des installations ont été réduites. La reconstruction de la ligne de chemin de fer n'a pas sensiblement augmenté la prospérité de la ville quoique la reprise de l'exploitation et de l'exploration minière dans la région y a contribué.

## Climat
Queenstown possède un climat océanique (Köppen: Cfb), avec des étés vraiment doux et humides et des hivers frais et vraiment humides. Les temps maximales varient de 22,0 ºC en février à 11,6 ºC en juillet; tandis que les temps minimales rangent de 8,6 ºC en février à 2,4 ºC en juillet. La pluviométrie moyenne est vraiment élèvée: (2 404,1 mm), et elle est très fréquente (il y a 240.5 jours pluvieux par an). Évidemment, elle n'est pas ensoleillée, parce que Queenstown expérience 240.5 jours nuageux et seulement 29.0 jours clairs annuellement. La température la plus élevée enregistrée est de 37,3 ºC le 14 janvier 1981, tandis que la température la plus basse est de −6,7 ºC le 2 juillet 1978.

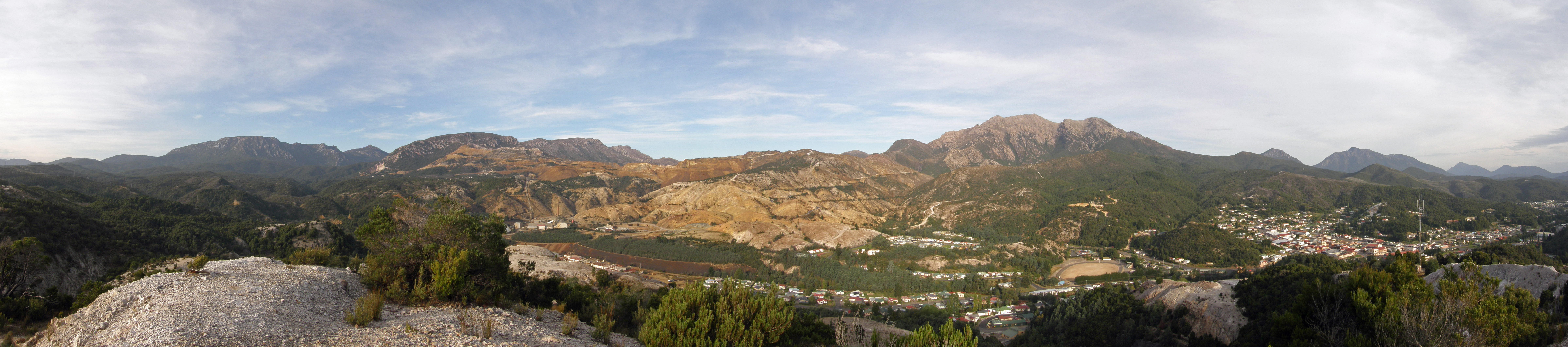
Vue panoramique sur la ville.

| Mois                                  | jan.      | fév.      | mars      | avril     | mai     | juin      | jui.      | août      | sep.      | oct.      | nov.      | déc.      | année           |
| ------------------------------------- | --------- | --------- | --------- | --------- | ------- | --------- | --------- | --------- | --------- | --------- | --------- | --------- | --------------- |
| Température minimale moyenne (°C)     | 8,3       | 8,6       | 7,6       | 6,5       | 4,5     | 2,7       | 2,4       | 3,1       | 4         | 5,1       | 6,4       | 7,9       | 5,6             |
| Température maximale moyenne (°C)     | 21        | 22        | 19,9      | 16,6      | 14,4    | 12,2      | 11,6      | 12,4      | 13,5      | 15,9      | 17,6      | 19,3      | 16,4            |
| Record de froid (°C) date du record   | 0 1965    | 0 1995    | −1,1 1966 | −2,6 1965 | −6 1974 | −6,2 1973 | −6,7 1978 | −5,5 1974 | −3,9 1983 | −3,3 1968 | −1,5 1966 | −0,6 1978 | −6,7 02/07/1978 |
| Record de chaleur (°C) date du record | 37,3 1981 | 36,3 1982 | 35,6 1966 | 29,5 1985 | 25 1985 | 19,5 1974 | 19,5 1975 | 21 1977   | 26,4 1973 | 29 1992   | 33 1966   | 35,3 1980 | 37,3 14/01/1981 |
| Précipitations (mm)                   | 149,9     | 98,8      | 147,2     | 211,3     | 241,4   | 212,7     | 268,6     | 267,5     | 248,5     | 209,9     | 183,7     | 168,1     | 2 404,1         |
| Nombre de jours avec précipitations   | 17,2      | 12,9      | 17,3      | 20,6      | 21,2    | 19,9      | 23,7      | 24,6      | 23,1      | 21,7      | 19,7      | 18,6      | 240,5           |
| Humidité relative (%)                 | 60        | 60        | 65        | 72        | 76      | 77        | 77        | 73        | 71        | 64        | 63        | 63        | 68              |